# Kalejdoskop (album Big Day)
Kalejdoskop – album zespołu Big Day wydany w 1995 roku nakładem wytwórni Izabelin Studio. Pierwszego dnia premiery sprzedano 100 tysięcy egzemplarzy płyty. Wersja kasetowa była uboższa o dwa utwory w stosunku do płyty kompaktowej. 30 grudnia 1996 album osiągnął status złotej płyty. 25 maja 2016 roku nakładem Universal Music Polska ukazała się reedycja płyty, na potrzeby której wszystkie nagrania zostały zremasterowane.

## Lista utworów
1. „Tam” (muz. Big Day, sł. Marcin Ciurapiński) – 5:35
2. „Lustra” (muz. Big Day, sł. Marcin Ciurapiński) – 3:47
3. „Bliżej nas” (muz. Big Day, sł. Marcin Ciurapiński) – 3:16
4. „Gdy kiedyś znów zawołam cię” (muz. Krzysztof Klenczon, sł. Janusz Kondratowicz) – 3:32
5. „Przestrzeń” (muz. Big Day, sł. Marcin Ciurapiński) – 5:02
6. „Wszystko” (muz. Big Day, sł. Marcin Ciurapiński) – 3:34
7. „Bez znaczenia” (muz. Big Day, sł. Marcin Ciurapiński) – 3:51
8. „Jeden inny sens” (muz. Big Day, sł. Marcin Ciurapiński) – 3:23
9. „Mózgowiec” (muz. Big Day, sł. Marcin Ciurapiński) – 2:32
10. „Niezmienny” (muz. Big Day, sł. Marcin Ciurapiński) – 3:27
11. „C-4” (muz. Big Day, sł. Marcin Ciurapiński) – 2:34
12. „Myśli wieczoru” (muz. Big Day, sł. Marcin Ciurapiński) – 3:34 (utwór dostępny tylko na płycie CD)
13. „Złoty ocean” (muz. Big Day, sł. Marcin Ciurapiński) – 4:24 (utwór dostępny tylko na płycie CD)

## Twórcy
- Anna Zalewska-Ciurapińska – śpiew
- Marcin Ciurapiński – gitara akustyczna, gitara basowa, śpiew
- Damian Nowak – perkusja
- Wojciech Olkowski – gitara

### Dodatkowe informacje
- Nagrań dokonano we wrześniu i grudniu 1994 roku
- Realizacja nagrań: Jarosław Pruszkowski
- Produkcja muzyczna: Jarosław Pruszkowski i Big Day
- Mastering: Grzegorz Piwkowski
- Producent: Izabelin Studio
- Zdjęcia, przetworzenia i projekt graficzny: Marta & Łukasz "THOR" Dziubalscy